# NEM (Kryptowährung)
NEM ist eine Blockchain-basierte Kryptowährung, die am 31. März 2015 gestartet wurde. NEM hat das erklärte Ziel eines breiten Verteilungsmodells. Die NEM-Blockchain-Software wird in einer kommerziellen Blockchain namens Mijin verwendet, die von Finanzinstitutionen und privaten Unternehmen getestet wird.
Im Oktober 2023 lag NEM mit einer Marktkapitalisierung von ungefähr 230,132 Millionen US-Dollar auf Platz 112 der Kryptowährungen.

## Geschichte
Die Währung geht auf die Bewegung New Economy Movement (NEM) zurück, die das Ziel verfolgt, eine nachhaltige, gerechte Wirtschaftsordnung zu erstellen. Die Entwickler kommen vor allem aus Japan und dem asiatischen Raum. Gestartet wurde NEM von einem Bitcoin-Forum-Nutzer namens UtopianFuture, der von Nxt inspiriert wurde. Der ursprüngliche Plan für NEM war, einen Fork von NXT zu schaffen, aber das wurde schließlich zugunsten einer völlig neuen Codebasis verworfen.
Nachdem in der Nacht vom 25. zum 26. Januar 2018 dem Handelsplatz Coincheck in Japan NEM im Wert von 500 Millionen US-Dollar entzogen wurden, gab die NEM Foundation bekannt, dass Handelsplätze mittels einer NEM-Sperrliste den Handel mit gestohlenen NEM blockieren werden. Dies betrifft fünf Prozent der NEM-Geldmenge. Zudem werde Coincheck die Bestohlenen vollständig entschädigen.
Der angebliche Vorverkauf von 38,4 Millionen Petro am 20. Februar 2018 basierte auf der NEM-Blockchain. Am selben Tag wurde bekannt, dass NEM an der Entwicklung und Einführung des Petro für Venezuela beteiligt war. Im März 2018 erschien eine Nachricht, dass NEM-Vertreter Mikhail Granin in Venezuela gearbeitet habe, um die Kryptowährung einzuführen, und dann versucht habe, das Land zu verlassen.

## Technik
NEM zeichnet sich durch eine beschleunigte Blockgenerierung, eine erweiterte Blockchain-Funktionalität und ein verändertes Verfahren bei der Generierung aus. Bei der Generierung ersetzt NEM den Proof of Work (Mining) durch den Proof of Importance.  Hierbei kommt die Transaktionshäufigkeit und das Transaktionsvolumen der beteiligten Nutzer zum Tragen anstatt das Lösen eines kryptografischen Problems. Dadurch soll die Bereitschaft der Nutzer belohnt werden, sich aktiv im Netzwerk zu beteiligen.

## Symbol

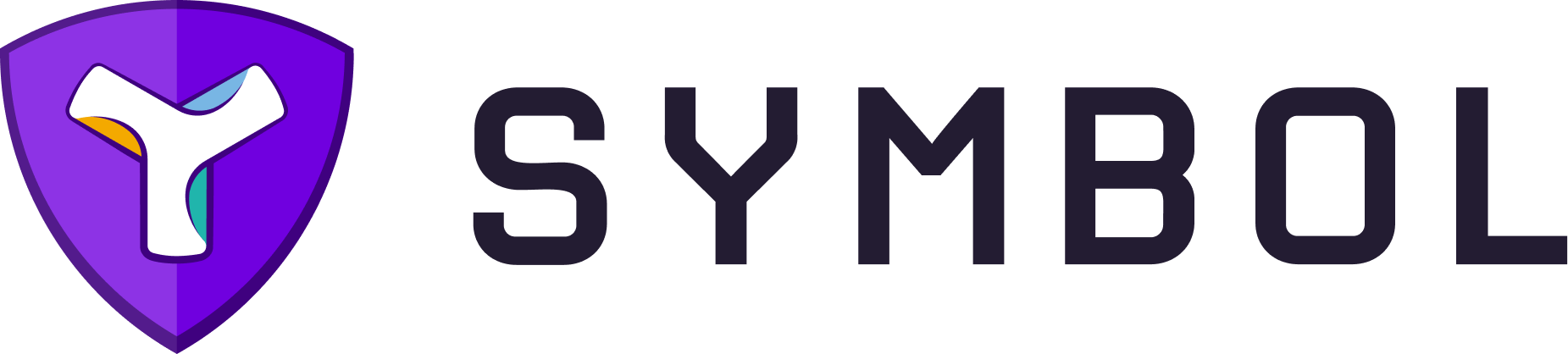
Symbol

Symbol ist eine Kryptowährung (XYM), die aus NEM hervorgegangen ist. Die Symbol-Plattform ist die zweite Version der NEM-Blockchain, bei der das Protokoll sicherstellt, dass ein Konsens zwischen den Transaktionsprüfern darüber erzielt wird, welcher Block der Blockchain hinzugefügt werden soll. Das öffentliche Blockchain-Netzwerk von Symbol verwendet ein modifiziertes Proof-of-Stake plus Konsensprotokoll, um diejenigen zu belohnen, die aktiv am Netzwerk teilnehmen.